# Vámosi János
Vámosi János, született Wéber (Bicske, 1925. augusztus 2. – Budapest, 1997. szeptember 18.) SZOT- és EMeRTon-díjas magyar énekes. A magyar tánczene egyik jelentős alakja volt, akárcsak felesége, Záray Márta.

## Élete
Már kisiskolás korában szaxofonozni tanult. Gépipari technikumban érettségizett, majd munka mellett a Király utcai zeneiskolába járt, ahol hangképzést és zeneelméletet tanult. 1948-ban kapta meg énekesi működési engedélyét. Záray Mártával – aki negyvennégy éven át, haláláig felesége volt – 1950-ben ismerkedett meg, 1953-ban kötöttek házasságot. Azóta együtt énekeltek, és dallamos slágereikkel hamar népszerűvé váltak. Munkájuk során fontosnak tartották a közönséggel való személyes kapcsolattartást, ezért műsorukkal járták az országot, külföldön is gyakran szerepeltek. Sok rádió- és tévéfelvételük készült.
Első közös nagylemezük ugyan csak pályafutásuk 25. évfordulóján jelent meg, de hamarosan gyémántlemez lett. Ezen hallható a slágerré vált Homokóra és a Járom az utam című dal is. Művészi pályája elismeréseként – Záray Mártával együtt – 1992-ben az Artisjus Zenei Alapítvány jutalomban részesítette, 1994-ben pedig megkapta a Magyar Köztársasági Érdemrend kiskeresztje kitüntetést.
Halálát daganatos betegség okozta, amelyet 1997 nyarán diagnosztizáltak. Sírja, ahol feleségével együtt nyugszik, Tatabányán, az Újtelepi temetőben található.

## Diszkográfia
- 1962 Tánczene (Qualiton)
- 1966 Megáll az idő (Qualiton)
- 1977 Homokóra (Hungaroton-Pepita)
- 1978 Nekünk találkozni kellett (Hungaroton-Pepita)
- 1980 Ének az esőben (Hungaroton-Pepita)
- 1982 Köszönet a boldog évekért (Hungaroton-Pepita)
- 1984 Ketten az úton (Hungaroton-Pepita)
- 1985 Gól (Hungaroton-Pepita)
- 1987 Álomvilág (Hungaroton-Pepita)
- 1988 Halló, itt jóbarát (Hungaroton-Pepita)
- 1992 Micsoda évek vannak mögöttünk (Hungaroton-Gong)

## Díjak
- Magyar Hanglemezgyártó Vállalat – különdíja (1966)
- SZOT-díj (1977)
- EMeRTon-díj (1989)
- A Magyar Köztársasági Érdemrend kiskeresztje (1994)

## Záray Márta–Vámosi János Díj

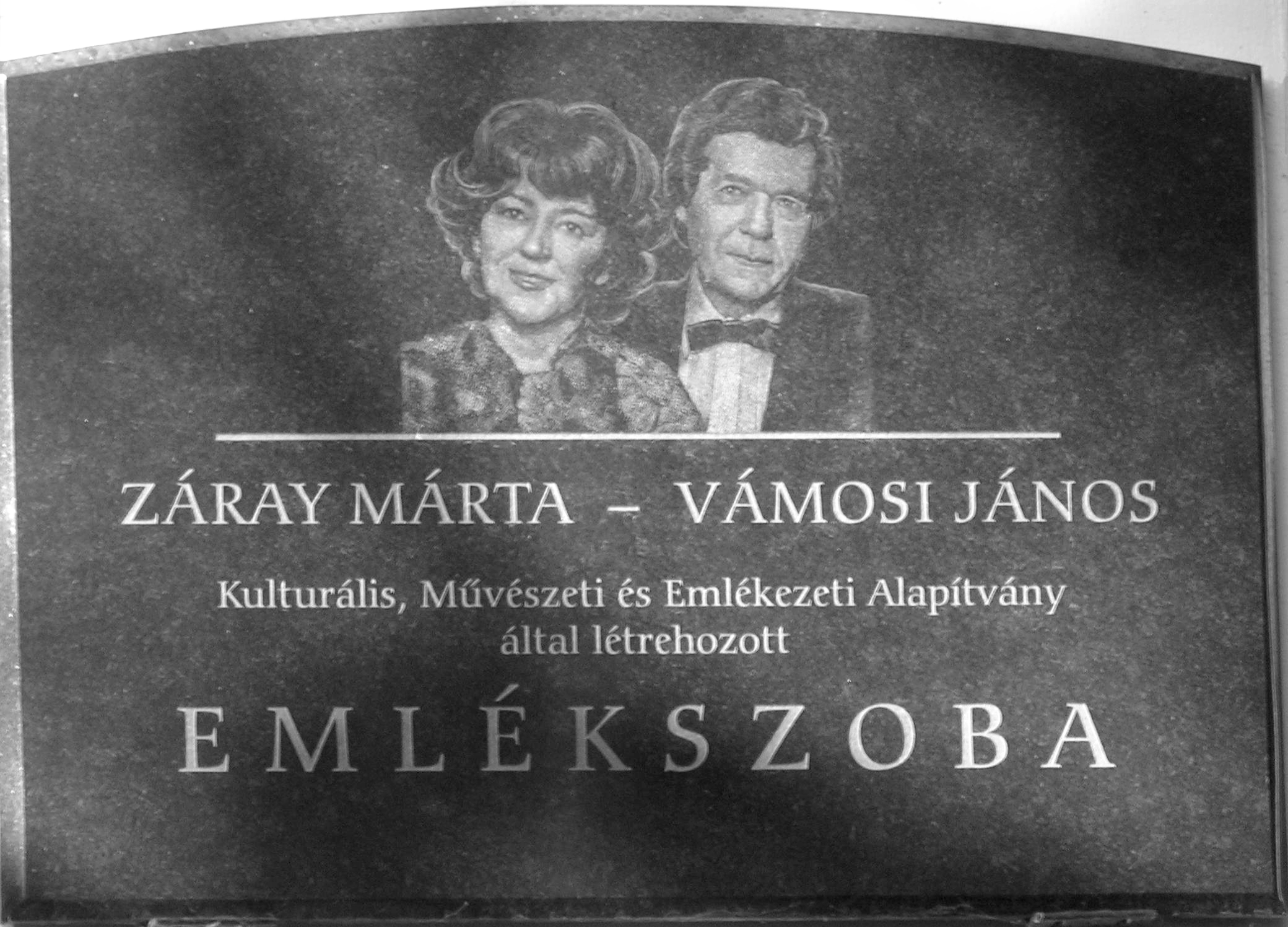
Emléktáblák Budapest II. kerületében
Záray Márta és Vámosi János

Keresztlányuk kezdeményezésére létrehozták a Záray Márta – Vámosi János Kulturális, Művészeti és Emlékezeti Alapítványt azzal a céllal, hogy őrizze és ápolja a művészházaspár zenei hagyatékát. 2002-ben egykori otthonukban (Budapest II. kerület Orsó utca 13.) emlékszobát nyitottak, valamint nevükkel díjat alapítottak. A díjjal azok előadóművészeket ismerték el, "akik tovább járják az utat", azaz tehetségükkel szolgálják a közönséget.
- Díjazottak:
  - 2002
    - Kovács Kati Liszt Ferenc- és Kossuth-díjas előadóművész, dalszerző, színművésznő
    - Aradszky László táncdalénekes,
    - Korda György táncdalénekes,
    - Balázs Klári táncdalénekesnő,

  - 2003
    - Harangozó Teri táncdalénekesnő,
    - Payer András zeneszerző, táncdalénekes

  - 2004
    - Illényi Katica Liszt Ferenc-díjas előadóművész, hegedűművész

## Best-of Gyűjtemény
- 1990 Aranyalbum Hungaroton-Pepita

## DVD
- 2007 Záray-Vámosi (Koncert '94 interjúkkal • közreműködik Antal Imre) RnR Média

## Emlékezete
- Alakja felbukkan (említés szintjén) Kondor Vilmos magyar író Budapest novemberben című bűnügyi regényében.